# Jakub Otruba
Jakub Otruba, né le 30 janvier 1998, est un coureur cycliste tchèque.

## Biographie
Fin juillet 2019, il est sélectionné pour représenter son pays aux championnats d'Europe de cyclisme sur route. Il s'adjuge à cette occasion la septième place du relais mixte.

## Palmarès
- 2015
  -  Champion de République tchèque du contre-la-montre juniors
  - 2e du championnat de République tchèque sur route juniors
- 2016
  -  Champion de République tchèque sur route juniors
  - 2e du championnat de République tchèque du contre-la-montre juniors
  - 8e du championnat d'Europe du contre-la-montre juniors
- 2018
  -  Champion de République tchèque sur route espoirs
  -  Champion de République tchèque du contre-la-montre espoirs
  - 3e de Velká Bíteš-Brno-Velká Bíteš
  - 3e du championnat de République tchèque sur route
  - 4e du championnat d'Europe du contre-la-montre espoirs
- 2019
  -  Champion de République tchèque du contre-la-montre espoirs
  - Velká Bíteš-Brno-Velká Bíteš
  - 8e du championnat d'Europe du contre-la-montre espoirs
- 2019
  - 9e du championnat d'Europe du contre-la-montre espoirs
- 2020
  -  Champion de République tchèque du contre-la-montre espoirs
- 2021
  - 3e de l'Alpes Isère Tour
  - 3e de Brno-Velká Bíteš-Brno
- 2022
  - 4e étape du Tour de Roumanie
  - 3e du Tour of Malopolska
  - 3e du Tour de Roumanie
- 2023
  - South Aegean Tour
  - 3e du Sibiu Cycling Tour
  - 3e du Sazka Tour
- 2024
  - Silesian Classic
  - 4e étape du Tour de Bulgarie
  - 3e du championnat de République tchèque du contre-la-montre
- 2025
  - 1re étape du Grand Prix international de Torres Vedras-Trophée Joaquim-Agostinho
  - 3e du championnat de République tchèque du contre-la-montre

## Classements mondiaux
| Année                                 | 2017  | 2018 | 2019 | 2020 | 2021 | 2022 | 2023 |
| ------------------------------------- | ----- | ---- | ---- | ---- | ---- | ---- | ---- |
| Classement mondial                    | 2173e | 676e | 835e | 422e | 544e | 334e | 265e |
| UCI Europe Tour                       | 1423e | 447e | 609e | 346e | 437e | 268e | nc   |
|                                       |       |      |      |      |      |      |      |
| Légende : nc = non classéSource : UCI |       |      |      |      |      |      |      |